# La Moille (Illinois)
Pour les articles homonymes, voir Lamoille.
La Moille est un village du comté de Bureau dans l'Illinois, aux États-Unis,. Il est fondé en 1836.

## Démographie
Lors du recensement de 2010, le village comptait une population de 726 habitants. Elle est estimée, en 2016, à 695 habitants.